# Knattspyrnufélagið Víðir
Le Víðir est un club islandais de football basé à Garður. Le club évolue actuellement en 2. Deild Karla.

## Historique
- Fondation du club : 1936

## Palmarès
- Championnat d'Islande D2
  - Champion : 1990

- Championnat d'Islande D3
  - Champion : 1982, 1998

- Championnat d'Islande D4
  - Champion : 2007

- Coupe d'Islande
  - Finaliste : 1987